# Динь Туан Ву
Динь Туан Ву (вьет. Đinh Tuấn Vũ, 27 декабря 1989 года) — вьетнамский кинорежиссёр, неоднократно получавший приз «Серебряный лотос» на Вьетнамском кинофестивале.

## Фильмография
Фильмы, в которых Динь Туан Ву выступал как режиссёр, и, если отмечено, на других позициях.

| Год  |   | Русское название | Оригинальное название      | Примечание |
| ---- | - | ---------------- | -------------------------- | ---------- |
| 2013 | ф |                  | Và Anh Sẽ Trở Lại          | сценарист  |
| 2015 | ф | Жизнь Йен        | Cuộc đời của Yến           |            |
| 2015 | ф |                  | Trên Dinh Núi Phía Tây     |            |
| 2016 | ф |                  | Chờ Em Đến Ngày Mai        |            |
| 2016 | ф |                  | Taxi, em tên gì?           |            |
| 2018 | ф |                  | Chú ơi, đừng lấy mẹ con    |            |
| 2019 | ф |                  | Truyền thuyết về Quán Tiên |            |
| 2019 | ф |                  | Ngốc Ơi Tuổi 17            |            |

## Награды
- «Серебряный лотос» за фильм «Жизнь Йен» на 19-м Вьетнамском кинофестивале.
- «Серебряный лотос» за фильм «Truyền thuyết về Quán Tiên» (Легенда о Куан Тьене) и Приз зрительских симпатий за фильм «Chú ơi, đừng lấy mẹ con» (Дядя, не женись на моей маме) на 21-м Вьетнамском кинофестивале[3].